# Teruichi Okamura
Teruichi Okamura (japanska: 岡村 輝一), född den 27 maj 1948 i Osaka prefektur, Japan, är en japansk gymnast.
Han ingick i det japanska lag som tog OS-guld i lagmångkampen i samband med de olympiska gymnastiktävlingarna 1972 i München.